# Grand Prix Niemiec 1966

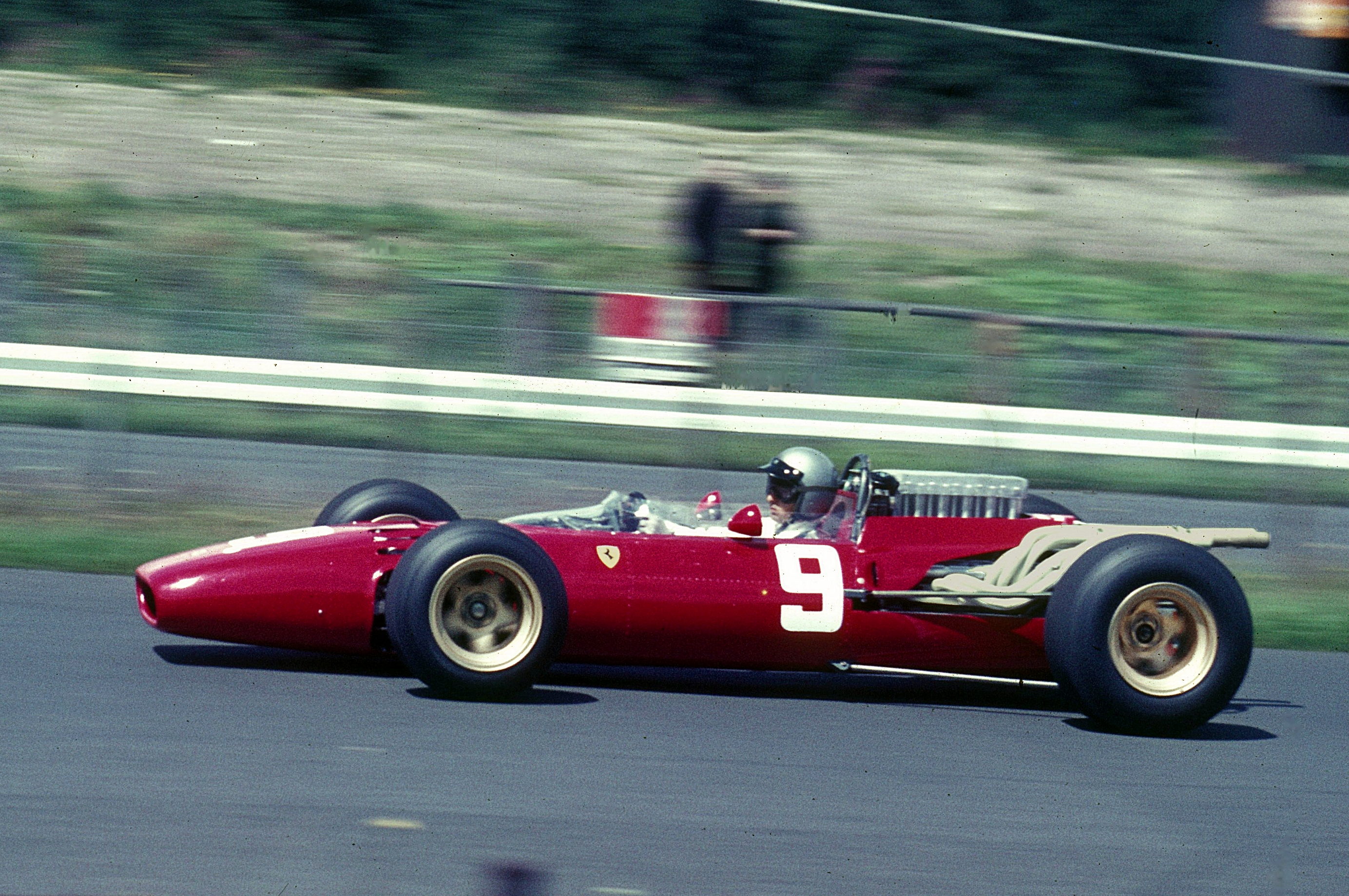
Lorenzo Bandini podczas treningu

Grand Prix Niemiec 1966 (oryg. Großer Preis von Deutschland) – 6. runda Mistrzostw Świata Formuły 1 w sezonie 1966, która odbyła się 7 sierpnia 1966, po raz 13. na torze Nürburgring.
28. Grand Prix Niemiec, 14. zaliczane do Mistrzostw Świata Formuły 1.

## Klasyfikacja
| Poz. | Nr. | Kierowca            | Konstruktor     | Okrążeń | Czas/powód NU      | Poz. start. | Punktów |
| ---- | --- | ------------------- | --------------- | ------- | ------------------ | ----------- | ------- |
| 1    | 3   | Jack Brabham        | Brabham-Repco   | 15      | 2:27:03.0          | 5           | 9       |
| 2    | 7   | John Surtees        | Cooper-Maserati | 15      | + 44.4             | 2           | 6       |
| 3    | 8   | Jochen Rindt        | Cooper-Maserati | 15      | + 2:32.6           | 9           | 4       |
| 4    | 5   | Graham Hill         | BRM             | 15      | + 6:41.4           | 10          | 3       |
| 5    | 6   | Jackie Stewart      | BRM             | 15      | + 8:28.9           | 3           | 2       |
| 6    | 9   | Lorenzo Bandini     | Ferrari         | 15      | + 10:56.4          | 6           | 1       |
| 7    | 12  | Dan Gurney          | Eagle-Climax    | 14      | Elektronika        | 8           |         |
| 8    | 2   | Peter Arundell      | Lotus-BRM       | 14      | + 1 okrążenie      | 17          |         |
| NU   | 15  | Mike Spence         | Lotus-BRM       | 12      | Alternator         | 13          |         |
| NU   | 1   | Jim Clark           | Lotus-Climax    | 11      | Wypadek            | 1           |         |
| NU   | 20  | Chris Lawrence      | Cooper-Ferrari  | 10      | Zawieszenie        | 26          |         |
| NU   | 11  | Ludovico Scarfiotti | Ferrari         | 9       | Elektronika        | 4           |         |
| NU   | 10  | Mike Parkes         | Ferrari         | 9       | Wypadek            | 7           |         |
| NU   | 4   | Denny Hulme         | Brabham-Repco   | 8       | Zapłon             | 15          |         |
| NU   | 17  | Joakim Bonnier      | Cooper-Maserati | 3       | Sprzęgło           | 12          |         |
| NU   | 14  | Bob Bondurant       | BRM             | 3       | Silnik             | 11          |         |
| NU   | 19  | Bob Anderson        | Brabham-Climax  | 2       | Przen napędu       | 14          |         |
| NU   | 16  | John Taylor         | Brabham-BRM     | 0       | Śmiertelny wypadek | 25          |         |
| NW   | 18  | Guy Ligier          | Cooper-Maserati | 0       | Doznał obrażeń     |             |         |